# حسینیه شیخ فضل‌الله
حسینیه شیخ فضل‌الله  مربوط به دوره قاجار است و در بیرجند، خیابان منتظری۱۰، پلاک ۷۵ واقع شده و این اثر در تاریخ ۱۱ مرداد ۱۳۸۴ با شمارهٔ ثبت ۱۲۵۷۵ به‌عنوان یکی از آثار ملی ایران به ثبت رسیده است.